# 奥霍斯
奥霍斯，是西班牙穆尔西亚自治区的一个市镇。总面积45平方公里，总人口579人（2001年），人口密度13人/平方公里。